# Mangkunegara VI
Mangkunegara VI (Surakarta, 1º marzo 1857 – Surakarta, 11 gennaio 1916) è stato un sovrano indonesiano.
Fu il sesto principe di Mangkunegaran.

## Biografia

### I primi anni
Mangkunegara VI era figlio quartogenito di Mangkunegara IV. Suo fratello maggiore, Mangkunegara V, salì al trono dopo la morte del padre, ma alla sua improvvisa morte a seguito di una caduta da cavallo, il giovane principe venne chiamato a succedergli, pur contraddicendo la legge che prevedeva che a succedere al sovrano dovessero essere i figli di quest'ultimo, per quanto non ancora adolescenti.

### Il regno
Una volta salito al trono, dopo la cerimonia ufficiale che si tenne il 21 novembre 1896, Mangkunegara VI si pose come principale obbiettivo del suo nuovo governo il risanamento dei conti dello stato e lo sviluppo economico. Con il crollo dei prezzi dello zucchero, il paese entrò in competizione col Brasile. Egli promosse inoltre la coltivazione del caffè e dell'indaco.
Cercò inoltre di snellire e di ammodernare l'antico cerimoniale di corte, prevedendo inoltre che gli uomini dovessero obbligatoriamente tagliarsi i capelli. Si dimostrò largamente tollerante anche in campo religioso, consentendo di professare liberamente ai suoi sudditi la religione che meglio ritenevano opportuna per la loro persona, senza subire persecuzioni.
Si trovò a dover fronteggiare problemi di ordine pubblico con diversi gruppi di banditi che operavano nel suo principato e che di recente avevano incrementato le loro attività criminose, istituendo una polizia apposita per la sicurezza interna dello stato, compito in precedenza assolto direttamente dall'esercito nazionale.
Morì l'11 gennaio 1916.